# ارلی شارت
ارلی شارت (انگلیسی: Arlie Schardt; ۲۴ آوریل ۱۸۹۵ – ۲ مارس ۱۹۸۰) دونده دو استقامت اهل ایالات متحده آمریکا بود.